# Nina Fedoroff

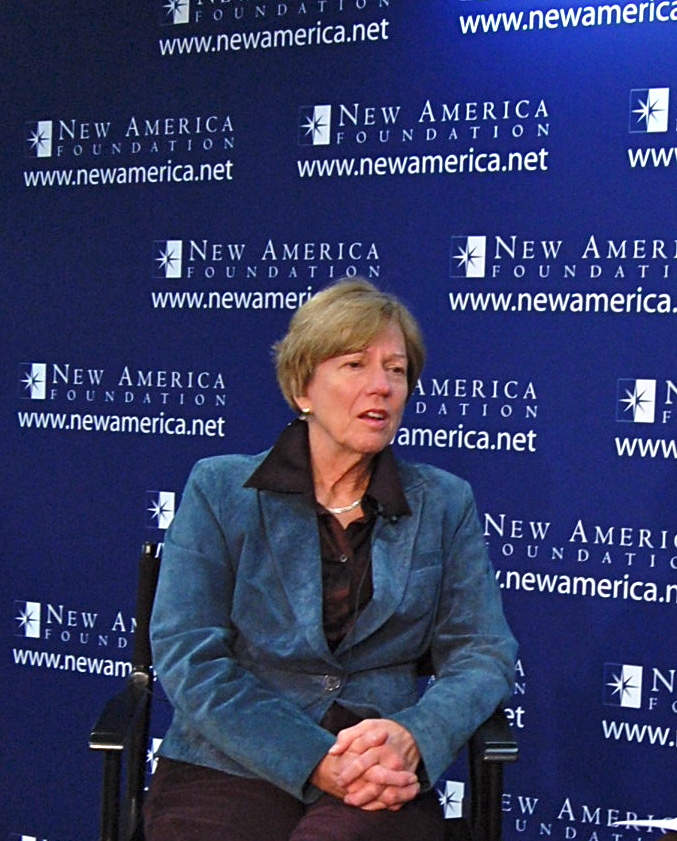
Nina Fedoroff, 2012

Nina Vsevolod Fedoroff (* 9. April 1942 in Cleveland, Ohio)  ist eine US-amerikanische Molekularbiologin.

## Leben
Fedoroff war die Tochter russischer Einwanderer und lernte als Kind zuerst Russisch. Sie wuchs in Fayetteville (New York) und Philadelphia auf und studierte Biologie und Chemie an der Syracuse University und wurde 1972 an der Rockefeller University in Molekularbiologie promoviert. Als Post-Doktorandin war sie an der University of California, Los Angeles, an der sie weiter über RNA forschte, und danach in der Abteilung Embryologie der Carnegie Institution in Baltimore (Labor von Donald D. Brown). Dort war sie an Pionier-Forschung zur DNA-Sequenzierung beteiligt (sie sequenzierte mit Kollegen ein vollständiges Gen). 1978 wurde sie festes Mitglied der Carnegie Institution und lehrte außerdem an der Johns Hopkins University. Dort gelang ihr Anfang der 1980er Jahre die Isolierung der von Barbara McClintock in den 1940er Jahren entdeckten Transposone in der Mais-Genetik. Mit ihrer Forschungsgruppe wies sie die Existenz der Transposone aus Mais in anderen Pflanzen nach, entwickelte molekulargenetische Kennzeichnungen für Transposone und studierte deren epigenetische Regulierung.
1995 wurde sie Willaman Professor of Life Sciences an der Pennsylvania State University und war 1995 bis 2002 Direktor des Biotechnologie-Instituts. Außerdem gründete sie das Life Science Consortium (heute Huck Institute of Life Sciences), als interuniversitären Forschungsverbund und war dessen erster Direktor. 2002 wurde sie Evan Pugh Professor an der Pennsylvania State University.
In den 2000er Jahren befasst sie sich mit Genetik und Molekularbiologie der Stressreaktion von Pflanzen und der molekularen Grundlage epigenetischer Regulierung von Genaktivität.
2012 wurde sie Präsidentin der American Association for the Advancement of Science. Sie ist Mitglied der American Academy of Arts and Sciences und der National Academy of Sciences. 1990 erhielt sie den Howard Taylor Ricketts Award, 2007 die National Medal of Science. 2003 wurde sie auswärtiges Mitglied des Santa Fe Institute. Sie war ab 2001 unter Bill Clinton im National Science Board.

## Schriften
- mit David Botstein (Hrsg.): The Dynamic Genome: Barbara McClintock's Ideas in the Century of Genetics, Cold Spring Harbor Laboratory Press, 1992
- Springende Gene beim Mais, Spektrum der Wissenschaft, August 1984
- Mendel in the Kitchen: A Scientist's View of Genetically Modified Foods, National Academy Press, 2004
- Plant Transposons and Genome Dynamics in Evolution, Wiley 2013